# 「そばにいて」
「「そばにいて」」は、古内東子の18枚目のシングル。2000年11月1日にソニー・レコードから、17枚目「My brand new day」と同時リリースされた。規格品番：SRCL-4934。

## 収録曲
1. 「そばにいて」
作詞・作曲：古内東子　編曲：村島一郎
2. You got it all （The Jetsのカバー）
3. You got it all （remix）
4. 「そばにいて」 （backtracks）
5. You got it all （backtracks）